# Laskowo (Mozów)
Laskowo (niem. Suppmühle) – przysiółek wsi Mozów, zlokalizowany w zachodniej Polsce, w województwie lubuskim, w powiecie zielonogórskim, w gminie Sulechów i sołectwie Mozów, około 9 km od Sulechowa, przy drodze wojewódzkiej nr 278. Zamieszkiwany przez 7 osób (stan na 30 czerwca 2025). W latach 1975–1998 usytuowany w województwie zielonogórskim.